# 10390 Lenka
10390 Lenka eller 1997 QD1 är en asteroid i huvudbältet som upptäcktes den 27 augusti 1997 av de båda tjeckiska astronomerna Marek Wolf och Petr Pravec vid Ondřejov-observatoriet. Den är uppkallad efter den tjeckiska astronomen Lenka Kotková.